# Gomphurus fraternus
Gomphurus fraternus is een echte libel uit de familie van de rombouten (Gomphidae).
De wetenschappelijke naam van de soort werd in 1840 als Aeshna fraterna gepubliceerd door Thomas Say.